# Мирабела (Козенца)
Мирабела је насеље у Италији у округу Козенца, региону Калабрија.
Према процени из 2011. у насељу је живело 85 становника. Насеље се налази на надморској висини од 522 м.